# Have a Nice Day
Have a Nice Day je naslov devetog studijskog albuma rock sastava Bon Jovi.

## Popis pjesama
1. „Have a Nice Day” (Jon Bon Jovi, Richie Sambora, John Shanks) – 3:49
2. „I Want to Be Loved” (Jon Bon Jovi, Richie Sambora, John Shanks) – 3:49
3. „Welcome to Wherever You Are” (Jon Bon Jovi, Richie Sambora, John Shanks) – 3:47
4. „Who Says You Can’t Go Home” (Jon Bon Jovi, Richie Sambora) – 4:40
5. „Last Man Standing” (Jon Bon Jovi, Billy Falcon) – 4:37
6. „Bells of Freedom” (Jon Bon Jovi, Desmond Child, Richie Sambora) – 4:55
7. „Wildflower” (Jon Bon Jovi) – 4:13
8. „Last Cigarette” (Jon Bon Jovi, David Bryan) – 3:38
9. „I Am” (Jon Bon Jovi, Richie Sambora, John Shanks) – 3:58
10. „Complicated” (Jon Bon Jovi, Billy Falcon, Max Martin) – 3:37
11. „Novocaine” (Jon Bon Jovi) – 4:49
12. „Story of My Life” (Jon Bon Jovi, Billy Falcon) – 4:08
13. „Who Says You Can’t Go Home” (Jon Bon Jovi, Richie Sambora) – 3:50